# Eleição municipal de Rio Branco em 2020
A eleição municipal da cidade de Rio Branco em 2020 ocorreu no dia 15 de novembro (primeiro turno) e 29 de novembro (segundo turno), com o objetivo de eleger um prefeito, um vice-prefeito e 17 vereadores responsáveis pela administração da cidade, que se iniciará em 1° de janeiro de 2021 e com término em 31 de dezembro de 2024. Este processo eleitoral está marcado pela intensa sucessão para o cargo ocupado pela atual prefeita Socorro Neri, do PSB, apta para concorrer à reeleição, com atuais 18 possíveis candidaturas de heterogêneos partidos políticos da cidade de Rio Branco.
Originalmente, as eleições ocorreriam em 4 de outubro (primeiro turno) e 25 de outubro (segundo turno) (para cidades acima de 200 mil habitantes), porém, com o agravamento da pandemia do novo coronavírus (SARS-CoV-2), causador da Covid-19, as datas foram modificadas com a promulgação da Emenda Constitucional nº 107/2020.
Em 29 de novembro de 2020 e com 89,39% das urnas apuradas, Tião Bocalom (Progressistas) é eleito prefeito de Rio Branco (AC) com 62,05% dos votos válidos.

## Contexto político e pandemia
As eleições municipais de 2020 estão sendo marcadas, antes mesmo de iniciada a campanha oficial, pela pandemia do coronavírus SARS-CoV-2 (causador da COVID-19), o que está fazendo com que os partidos remodelem suas metodologias de pré-campanha. O Tribunal Superior Eleitoral (TSE) autorizou os partidos a realizarem as convenções para escolha de candidatos aos escrutínios por meio de plataformas digitais de transmissão, para evitar aglomerações que possam proliferar o vírus. Alguns partidos recorreram a mídias digitais para lançar suas pré-candidaturas. Além disso, a partir deste pleito, será colocada em prática a Emenda Constitucional 97/2017, que proíbe a celebração de coligações partidárias para as eleições legislativas, o que pode gerar um inchaço de candidatos ao legislativo. Conforme reportagem publicada pelo jornal Brasil de Fato em 11 de fevereiro de 2020, o país poderá ultrapassar a marca de 1 milhão de candidatos a prefeito, vice-prefeito e vereador neste escrutínio, o que não seria necessariamente bom, na opinião do professor Carlos Machado, da UnB (Universidade de Brasília): “Temos o hábito de criticar de forma intensa a coligação partidária, sem parar para refletir sobre os elementos positivos dela. O número de candidatos que um partido pode apresentar numa eleição, varia se ele estiver dentro de uma coligação, porque quando os partidos participam de uma coligação, eles são considerados como um único partido", afirmou Machado na reportagem.

## Candidatos[2]
| Pré-candidato(a) | Nº | Partido | Vice                     | Possivel coligação                                                                |
| ---------------- | -- | ------- | ------------------------ | --------------------------------------------------------------------------------- |
| Tião Bocalom     | 11 | PP      | Marfiza Galvão (PSD)     | "Produzir para Empregar" - PP - PSD                                               |
| Daniel Zen       | 13 | PT      | Claudio Ezequiel (PSOL)  | "Rio Branco Mais Feliz" - PT - PSOL - PCdoB                                       |
| Roberto Duarte   | 15 | MDB     | Antônia Lúcia (PL)       | "Coragem para Mudar" - MDB - PL - Republicanos - PTB                              |
| Jamyl Asfury     | 20 | PSC     | Vanda de Paula (PSC)     | Sem coligação                                                                     |
| Socorro Neri     | 40 | PSB     | Eduardo Ribeiro (PDT)    | "União por Rio Branco" - PSB - PDT - PODE - PROS - Solidariedade - PV - DEM - PTC |
| Minoru Kinpara   | 45 | PSDB    | Celestino Oliveira (PSL) | "Unidos por Uma Rio Branco Melhor" - PSDB - PSL - Cidadania                       |
| Jarbas Soster    | 70 | Avante  | Afonso Fernandes (DC)    | "Avança Rio Branco" - Avante - DC - PMN - PMB - Patriota                          |

## Pesquisa
| Fonte | Data(s) conduzidas | Amostragem | Tião Bocalom PP | Minoru Kinpara PSDB | Socorro Neri PSB | Roberto Duarte MDB | Daniel Zen PT | Jarbas Soster Avante | Jamyl Asfury PSC | Abst. Indec. | Vantagem |     |    |    |    |    |
| ----- | ------------------ | ---------- | --------------- | ------------------- | ---------------- | ------------------ | ------------- | -------------------- | ---------------- | ------------ | -------- | --- | -- | -- | -- | -- |
| Fonte | Data(s) conduzidas | Amostragem | IBOPE           | 8-10 Nov            | 504              | 28%                | 22%           | 22%                  | 9%               | Abst. Indec. | Vantagem | 12% | 1% | 2% | 9% | 6% |
| IBOPE | 27-29 Out          | 504        | 21%             | 28%                 | 23%              | 9%                 | 11%           | 1%                   | 2%               | 9%           | 7%       |     |    |    |    |    |
| IBOPE | 14-16 Out          | 504        | 16%             | 29%                 | 26%              | 9%                 | 11%           | 2%                   | 2%               | 10%          | 3%       |     |    |    |    |    |

## Resultados

### Prefeitura
Fonte: TSE
| Candidato(a)           | Vice                     | 1º turno 15 de novembro de 2020 | 1º turno 15 de novembro de 2020 | 2º turno 29 de novembro de 2020 | 2º turno 29 de novembro de 2020 |
| Candidato(a)           | Vice                     | Votos                           | Porcentagem                     | Votos                           | Porcentagem                     |
| ---------------------- | ------------------------ | ------------------------------- | ------------------------------- | ------------------------------- | ------------------------------- |
| Tião Bocalom (PP)      | Marfisa Galvão (PSD)     | 87.987                          | 49,58%                          | 104.746                         | 62,93%                          |
| Socorro Neri (PSB)     | Eduardo Ribeiro (PDT)    | 40.250                          | 22.68%                          | 61702                           | 37,07%                          |
| Minoru Kinpara (PSDB)  | Celestino Oliveira (PSL) | 25.939                          | 14,62%                          | Não participaram                | Não participaram                |
| Roberto Duarte (MDB)   | Antonia Lúcia (PL)       | 12.362                          | 6,97%                           | Não participaram                | Não participaram                |
| Daniel Zen (PT)        | Cláudio Ezequiel (PSOL)  | 7.121                           | 4,01%                           | Não participaram                | Não participaram                |
| Jarbas Soster (Avante) | Afonso Fernandes (DC)    | 2.294                           | 1,29%                           | Não participaram                | Não participaram                |
| Jamyl Asfury (PSC)     | Vanda de Paula (PSC)     | 1.509                           | 0,85%                           | Não participaram                | Não participaram                |
| Total de votos válidos | Total de votos válidos   | 177.462                         | 100%                            |                                 |                                 |
| → Votos válidos        | → Votos válidos          | 177.462                         | 95,02%                          |                                 |                                 |
| → Votos brancos        | → Votos brancos          | 3.368                           | 1,80%                           |                                 |                                 |
| → Votos nulos          | → Votos nulos            | 5.939                           | 3,18%                           |                                 |                                 |
| Total de votos         | Total de votos           | 186.769                         | 100%                            |                                 |                                 |

| Partido | Partido | Candidato | Votos   | Votos (%) |
| ------- | ------- | --------- | ------- | --------- |
|         | PP      | Tião      | 87 987  | 49,58%    |
|         | PSB     | Socorro   | 40 250  | 22,68%    |
|         | PSDB    | Kinpara   | 25 939  | 14,62%    |
|         | MDB     | Duarte    | 12 362  | 6,97%     |
|         | PT      | Daniel    | 7 121   | 4,01%     |
|         | Avante  | Jarbas    | 2 294   | 1,29%     |
|         | PSC     | Jamyl     | 1 509   | 0,85%     |
| Totais  | Totais  | Totais    | 177 462 |           |

| Partido | Partido | Candidato | Votos   | Votos (%) |
| ------- | ------- | --------- | ------- | --------- |
|         | PP      | Tião      | 104 746 | 62,93%    |
|         | PSB     | Socorro   | 61 702  | 37,07%    |
| Totais  | Totais  | Totais    | 166 448 |           |